# Bisdom La Guaira
Het bisdom La Guaira (Latijn: Dioecesis Guairiensis) is een rooms-katholiek bisdom met als zetel La Guaira, in Venezuela. Het bisdom is suffragaan aan het aartsbisdom Caracas. 

## Geschiedenis
Het bisdom werd opgericht op 15 april 1970, uit delen van het aartsbisdom Caracas.

## Parochies
Het bisdom had in 2021 een oppervlakte van 1.497 km2 en telde 342.512 inwoners waarvan 85,2% rooms-katholiek was.

## Bisschoppen
- Marcial Augusto Ramírez Ponce (15 april 1970 - 5 december 1972)
- Francisco de Guruceaga Iturriza (2 oktober 1973 - 18 oktober 2001)
  - Rafael Ramón Conde Alfonzo (coadjutor: 21 augustus 1997 - 18 maart 1999)
- José de la Trinidad Valera Angulo (18 oktober 2001 - 12 oktober 2011)
- Raúl Biord Castillo (30 november 2013 - heden)

## Galerij van afbeeldingen

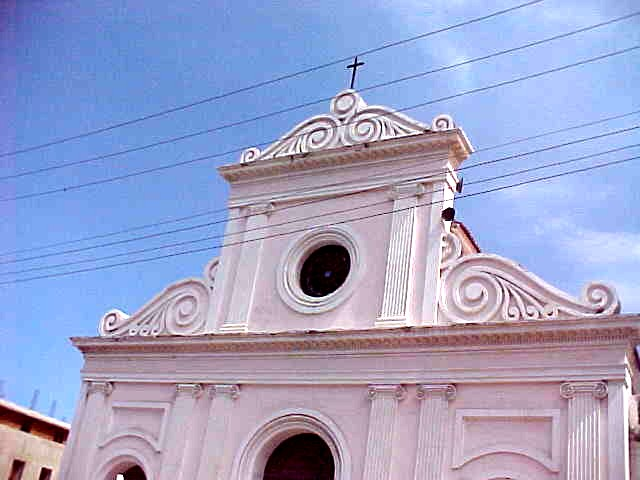
Kathedraal van La Guaira in 2000
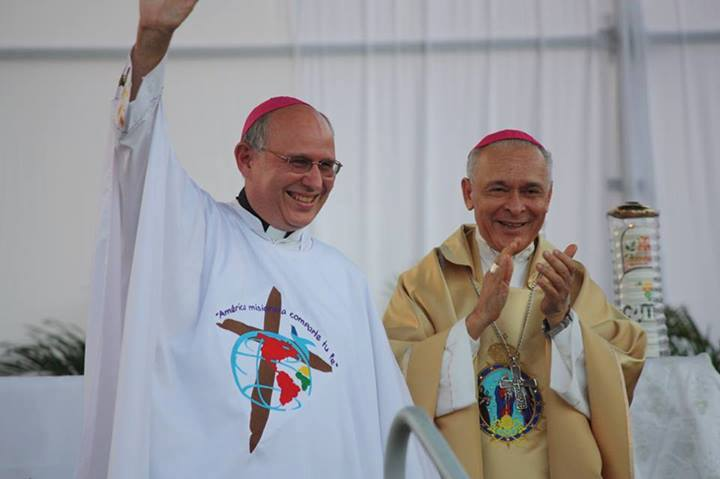
Bisschop Raúl Biord Castillo (links, 2013-heden)

Caracas (aartsbisdom) · Guarenas · La Guaira · Los Teques · Petare